# Tercera guerra de independencia italiana
Se denomina tercera guerra de la Independencia italiana a las operaciones militares seguidas por el Reino de Italia contra Austria en el año 1866, con el objetivo de incorporar a Italia las regiones del Véneto y el Trentino, aún bajo control austriaco.

## Antecedentes
Las crecientes tensiones entre el Imperio austriaco y el Reino de Prusia por la supremacía en el mundo germánico, generaban la posibilidad de una guerra entre ambos estados a partir de inicios de 1866, siendo que ante esta situación el gobierno italiano advirtió que esta tensión internacional daba una oportunidad para que el recién creado Reino de Italia culminase su proceso de unificación anexando el Véneto y el Trentino. 
El gobierno italiano apreció la coincidencia de intereses entre Italia y Prusia, y en marzo de 1866 envió al general Giuseppe Govone como representante a Berlín para tratar sobre posible cooperación bélica con el canciller prusiano Otto von Bismarck. La respuesta de Prusia fue positiva, mientras que Francia manifestaba su negativa a interferir en alguna posible alianza ítalo-prusiana, lo cual daba garantías a Italia de no enfrentar hostilidad francesa en caso de lanzarse a una guerra contra Austria. Así, el 8 de abril de 1866, el gobierno italiano, dirigido por el general Alfonso La Marmora, celebró una alianza militar con la Prusia de Bismarck.

Italia en vísperas de la tercera guerra de independencia: los últimos cambios territoriales antes de las hostilidades.

Al conocerse la noticia de la alianza italo-prusiana, el 4 de mayo de 1866 Austria trató de formular una oferta a Italia por intermedio de Napoleón III para disponer una cesión pacífica del Véneto, pero tal propuesta tenía dos condiciones:
1) Italia debía pagar una indemnización a Austria para que esta construyera fortificaciones en la nueva frontera, y 
2) Antes de entregar el Véneto a los italianos, Austria ocuparía la región de Silesia que estaba en poder de Prusia. 
Los términos austriacos fueron rechazados por Italia en tanto implicaban romper la reciente alianza con Prusia, esperar que Austria desalojara primero a los prusianos en Silesia, y además forzar a que Italia pagase una indemnización cuantiosa. Tras conocer que los prusianos estaban dispuestos a apoyar militarmente a Italia en caso de que ésta atacase primero a Austria, el gobierno de La Mármora rechazó la oferta de Viena el 14 de mayo.

## Inicios de la guerra
El 16 de junio de 1866 Prusia comenzó las hostilidades contra algunos principados germanos aliados de Austria, precipitando la guerra austro-prusiana. El 19 de junio Italia le declaraba la guerra a Austria, empezando sus operaciones militares. La situación bélica italiana parecía favorable pues tras la proclamación del Reino en 1861 y la integración de las Dos Sicilias con Piamonte-Cerdeña el mando militar italiano podría contar con más tropas disponibles hasta alcanzar superioridad numérica sobre los austriacos. El general La Marmora abandonó la jefatura del gobierno para dedicarse al mando militar, recayendo el cargo de primer ministro de Italia en el político Bettino Ricasoli.
Al inicio del conflicto, el ejército real italiano estaba dividido en dos grupos de operaciones: el primero, comandado por el propio general La Marmora y desplegado en Lombardía al oeste del río Mincio, cuyo objetivo era tomar el "Cuadrilátero": un sistema de fortificaciones austriacas en el valle central lombardo que conectaba los ríos Mincio, Po, y Adige mediante las localidades fortificadas de Peschiera, Mantua, Legnago, y Verona, cerrando el paso al Véneto desde el oeste. 
El segundo grupo de tropas italianas estaba comandado por el general Enrico Cialdini y estaba desplegado en Emilia-Romaña, al sur del río Po, con el objetivo de tomar las localidades de Mantua y Rovigo. En paralelo, tropas de bersaglieri al mando de Giuseppe Garibaldi atacarían las posiciones austriacas en el extremo norte, en la región alpina del Trentino.
Por el lado austriaco, el gobierno de Viena había confiado la frontera italiana a 75 000 soldados dirigidos por el general Alberto de Austria-Teschen, primo del emperador austriaco Francisco José.

### Primeras derrotas italianas

Batallas libradas durante la contienda.

La campaña del primer grupo de ejército fue dirigida por el general La Marmora mediante un avance tumultuoso y desorganizado, y sufrió una severa derrota en la batalla de Custozza el 24 de junio, en la cual las tropas italianas fueron vencidas por los austriacos debido a errores tácticos del mando italiano. Una rápida retirada italiana evitó que la victoria austriaca fuera decisiva, pero de todos modos el revés de Custozza implicó el fracaso de la ofensiva de La Mármora, debiendo el mando italiano perder tiempo en reorganizar sus fuerzas por temor a una contraofensiva de los austriacos.
Mientras tanto, las tropas al mando de Cialdini asediaron la fortaleza austríaca de Borgoforte, al sur del Po, pero fracasaron en su intento de tomarla.
Mientras tanto, las tropas austriacas lanzaron ataques hacia territorio italiano en la zona alpina, trabando los combates de Valtelina, Monte Suello y Vezza d'Oglio, sin resultados decisivos.

### Nueva ofensiva italiana
El 5 de julio, dos días después del decisivo triunfo prusiano sobre los austriacos en Sadowa, el gobierno de Francia ofreció sus buenos oficios para obtener la paz. Tal noticia causó incomodidad en Italia, pues hasta entonces los ejércitos italianos no habían obtenido triunfo alguno sobre Austria y por tal razón un eventual acuerdo de paz dejaría a Italia sin ganancia alguna. 
Al saberse los efectos del triunfo prusiano de Sadowa y que Austria evacuaría muchas tropas del teatro italiano para la urgente defensa de su frontera norte, el 14 de julio los italianos retoman la ofensiva, replanteando los objetivos bélicos por orden del propio rey Víctor Manuel II: el general Cialdini llevará un conjunto de 150,000 hombres para cruzar el Véneto y con otros 70,000 soldados el general La Marmora se encargará de sitiar las fortalezas austriacas del "Cuadrilátero". En paralelo, se reforzaría a las tropas de Garibaldi en los Alpes con una división más, mientras que la flota de guerra italiana tomaría la ofensiva en el Adriático.
En esta ocasión las tropas de Cialdini cruzaron el Po y aprovechando la evacuación austriaca atacaron exitosamente Rovigo el 11 de julio, Padua el día 12, Treviso el 14 de julio, San Donà di Piave el 18, Valdobbiadene y Oderzo el 20 de julio, Vicenza el 21 de julio, y finalmente Údine el día 22.
Estos triunfos quedaron ensombrecidos cuando el 20 de julio la flota de guerra italiana dirigida por el almirante Carlo di Persano fue derrotada por la flota austriaca al mando de Wilhelm von Tegetthoff en la batalla naval de Lissa, pese a la superioridad numérica de los italianos.
Mientras tanto, los voluntarios de Garibaldi partieron hacia Trento abriéndose camino, y el 21 de julio entablaron combate con los austriacos en la batalla de Bezzecca, obteniendo un triunfo y acercándose a las murallas de Trento. No obstante, el 22 de julio terminaba de facto la contienda cuando Austria requería a Prusia firmar la paz; la inminencia de un cese de hostilidades entre prusianos y austriacos forzaba a Italia a detener su ofensiva, lo cual fue comunicado a Garibaldi el 9 de agosto. Este aún proyectaba una masiva invasión italiana del Trentino gracias a la ventaja militar obtenida, pero ante la orden gubernamental se limitó a remitir al rey Víctor Manuel un telegrama con la palabra Obbedisco (en italiano, "Obedezco").

## Conclusión
El cese de las hostilidades se produjo después del Armisticio de Cormons, el 12 de agosto de 1866, mientras que la Paz de Praga del 23 de agosto fijaba la cesión del Véneto a Francia, país que a su vez entregaría esta región a Italia; el argumento para evitar una entrega directa fue que en realidad las tropas italianas habían sido derrotadas por las fuerzas austriacas en las dos únicas grandes batallas de la contienda: Custozza (en tierra) y Lissa (en el mar). Esto fue confirmado el 3 de octubre de 1866 en el Tratado de Viena. 
Tras la contienda Italia consiguió anexionarse el Véneto y Mantua. Días después el rey italiano Víctor Manuel II entró triunfal en Venecia, realizando un acto de homenaje en la Plaza de San Marcos. Pero los irredentistas italianos no estaban satisfechos con el resultado: reclamaron que aún faltaba anexionar al reino italiano la ciudad de Roma, el Trentino, el Tirol del Sur (el Alto Adige), y Trieste.